# Élections législatives de 1981 dans le Territoire de Belfort
Les élections législatives françaises de 1981 dans le Territoire de Belfort se déroulent le 14 juin 1981. Les deux députés socialistes sortants, Jean-Pierre Chevènement et Raymond Forni, sont réélus dès le premier tour.

## Élus
| Circonscription | Député sortant          | Parti | Parti | Député élu ou réélu     | Parti | Parti |
| --------------- | ----------------------- | ----- | ----- | ----------------------- | ----- | ----- |
| 1re             | Jean-Pierre Chevènement |       | PS    | Jean-Pierre Chevènement |       | PS    |
| 2e              | Raymond Forni           |       | PS    | Raymond Forni           |       | PS    |

## Positionnement des partis
La majorité sortante UDF-RPR se présente sous le sigle « Union pour la nouvelle majorité », le Parti socialiste unifié sous l'étiquette « Alternative 81 ».

## Résultats

### Résultats à l'échelle du département
|                | Parti socialiste                         | 28 247 | 51,02  | 2 |  |  |
|                | Parti communiste français                | 4 264  | 7,70   | 0 |  |  |
|                | Majorité présidentielle                  | 32 511 | 58,72  | 2 |  |  |
|                |                                          |        |        |   |  |  |
|                | Union pour la démocratie française       | 11 044 | 19,95  | 0 |  |  |
|                | Rassemblement pour la République         | 9 651  | 17,43  | 0 |  |  |
|                | Union pour la nouvelle majorité          | 20 695 | 37,38  | 0 |  |  |
|                |                                          |        |        |   |  |  |
|                | Parti socialiste unifié                  | 1 014  | 1,83   | 0 |  |  |
|                | Lutte ouvrière                           | 839    | 1,51   | 0 |  |  |
|                | Divers gauche (Pour une gauche nouvelle) | 307    | 0,55   | 0 |  |  |
|                |                                          |        |        |   |  |  |
| Inscrits       | Inscrits                                 | 81 337 | 100,00 | 2 |  |  |
| Abstentions    | Abstentions                              | 24 968 | 30,7   |   |  |  |
| Votants        | Votants                                  | 56 369 | 69,3   |   |  |  |
| Blancs et nuls | Blancs et nuls                           | 1 003  | 1,78   |   |  |  |
| Exprimés       | Exprimés                                 | 55 366 | 98,22  |   |  |  |

### Résultats par circonscription

#### Première circonscription (Belfort)
|                | Jean-Pierre Chevènement sortant réélu | PS                  | 15 118 | 50,68  |  |  |  |
|                | Jacques Bichet                        | UDF (PR)            | 11 044 | 37,02  |  |  |  |
|                | Jean-Marie Martin                     | PCF                 | 2 472  | 8,28   |  |  |  |
|                | Colette Lugand                        | PSU                 | 559    | 1,87   |  |  |  |
|                | Gérard Belot                          | LO                  | 332    | 1,11   |  |  |  |
|                | Jean-Marie Grévillot                  | Divers gauche (PGN) | 307    | 1,03   |  |  |  |
|                |                                       |                     |        |        |  |  |  |
| Inscrits       | Inscrits                              | Inscrits            | 44 662 | 100,00 |  |  |  |
| Abstentions    | Abstentions                           | Abstentions         | 14 280 | 31,97  |  |  |  |
| Votants        | Votants                               | Votants             | 30 382 | 68,03  |  |  |  |
| Blancs et nuls | Blancs et nuls                        | Blancs et nuls      | 550    | 1,81   |  |  |  |
| Exprimés       | Exprimés                              | Exprimés            | 29 832 | 98,19  |  |  |  |

#### Deuxième circonscription (Delle)
|                | Raymond Forni sortant réélu | PS             | 13 129 | 51,42  |  |  |  |
|                | Pierre Perrin               | RPR (UNM)      | 9 651  | 37,80  |  |  |  |
|                | Jackie Drouet               | PCF            | 1 792  | 7,02   |  |  |  |
|                | Éliane Lacaille             | LO             | 507    | 1,98   |  |  |  |
|                | Bernard Loye                | PSU            | 455    | 1,78   |  |  |  |
|                |                             |                |        |        |  |  |  |
| Inscrits       | Inscrits                    | Inscrits       | 36 675 | 100,00 |  |  |  |
| Abstentions    | Abstentions                 | Abstentions    | 10 688 | 29,14  |  |  |  |
| Votants        | Votants                     | Votants        | 25 987 | 70,86  |  |  |  |
| Blancs et nuls | Blancs et nuls              | Blancs et nuls | 453    | 1,74   |  |  |  |
| Exprimés       | Exprimés                    | Exprimés       | 25 534 | 98,26  |  |  |  |